# 2020年代中華電視公司戲劇節目列表
以下列表收錄中華電視公司（簡稱：華視）2020年～2029年播映過的電視劇。
本表僅以首播（第一次播出）的為準，如有沒列出的，為再度播出或改播其他類型節目。除了收錄自製劇外，也含收錄外購劇（大陸劇、日韓劇、歐美影集等）。但常播出的像是：歌仔戲、京劇、類戲劇、電視電影則不收錄。

## 播出頻道

### 華視主頻

#### 八點檔
| 年份   | 首播期間            | 劇名                  | 集數 | 演員 |
| 2020年 | 6月8日 - 7月28日    | 姊妹們追吧            | 60   | 謝坤達、張允曦、柯淑勤、陳珮騏、劉宇珊、吳以涵                                                                                           |
| 2020年 | 7月29日 - 10月28日  | 我的青春沒在怕        | 60   | 蔡黃汝、程予希、陳敬宣、臧芮軒、謝翔雅、唐禹哲、王家梁、張雁名、侯彥西、徐謀俊                                                           |
| 2020年 | 11月17日 - 2月9日   | 廢財闖天關            | 60   | 李國毅、李亦捷、梁以辰、邱昊奇、梁舒涵、邵翔                                                                                             |
| 2021年 | 3月1日 - 4月9日     | 廢財闖天關2           | 30   | 李國毅、李亦捷、梁以辰、邱昊奇、梁舒涵、邵翔                                                                                             |
| 2021年 | 4月12日 - 8月6日    | 三隻小豬的逆襲        | 70   | 賴雅妍、王傳一、謝佳見、魏蔓、林孫煜豪                                                                                                   |
| 2021年 | 9月24日 - 10月13日  | 16個夏天              | 26   | 林心如、楊一展、謝佳見、許瑋甯、鄒承恩                                                                                                   |
| 2021年 | 10月13日 - 12月10日 | 請回答1988            | 43   | 惠利、朴寶劍、高庚杓、柳俊烈、李東輝 |
| 2022年 | 1月12日 - 1月26日   | 茶金                  | 12   | 連俞涵、薛仕凌、郭子乾、李杏、黃健瑋、許安植、朱陸豪、夏靖庭                                                                             |
| 2022年 | 1月27日 - 1月28日   | 奇蹟的女兒            | 4    | 温貞菱、連俞涵、黃鐙輝、林哲熹、藍葦華、孫可芳、姚淳耀、蔣昀霖                                                                                 |
| 2022年 | 3月28日 - 5月19日   | 戀愛鄰距離            | 77   | 王傳一、洪小鈴、劉書宏、大元、邱昊奇、簡宏霖、李京恬、莫允雯、丁也恬、譚艾珍、傅雷、陳博正                                               |
| 2022年 | 7月19日 - 8月26日   | 你好，我是誰？        | 29   | 寇世勳、劉引商、崔佩儀、傅小芸、田家達、大元、陳淑芳、龍天翔、邱凱偉                                                                     |
| 2022年 | 8月29日 - 10月28日  | 門當互懟愛上你        | 45   | 大元、連晨翔、檢場、謝瓊煖、樊光耀、況明潔                                                                                               |
| 2022年 | 10月31日 - 12月2日  | 天堂的微笑            | 24   | 修杰楷、林予晞、唐振剛 方志友、黃尚禾 |
| 2022年 | 12月5日 - 1月3日    | 王牌辯護人            | 24   | 胡宇威、葉星辰、路斯明、黃薇渟、林孫煜豪                                                                                                 |
| 2023年 | 1月4日 - 3月14日    | 我們發財了            | 90   | 溫昇豪、李沛旭、高宇蓁、天心、柯佳嬿、李千娜、謝坤達、蔡振南、王琄                                                                       |
| 2023年 | 3月15日 - 4月25日   | 牛車來去              | 30   | 安心亞、楊烈、蔡昌憲、米可白、楊子儀、游安順                                                                                             |
| 2023年 | 4月26日 - 5月19日   | 天之蕉子              | 33   | 楊子儀、吳怡霈、楊小黎、陳謙文、唐豐、黃靖倫、周宜霈                                                                                     |
| 2023年 | 6月19日 - 8月11日   | 鬼之執行長            | 40   | 張立昂、劉奕兒、孫沁岳、姚以緹、劉修甫、賴琳恩                                                                                           |
| 2023年 | 10月11日 - 1月2日   | 阿叔                  | 60   | 王識賢、韓瑜、張睿家、林玟誼、柏妍樺、伊正、王彩樺、黃西田、民雄、謝其文、巴鈺、黃新皓、張再興、安乙蕎、廖錦德、許瓊月、李之勤           |
| 2024年 | 1月17日 - 1月23日   | 少女八家將            | 10   | 龍劭華、陳瓊美、林韋君、陳熙鋒、張勛傑、楊子儀、吳東諺、孫綻                                                                             |
| 2024年 | 3月6日 - 4月18日    | 苦力                  | 30   | 蔡昌憲、黃文星、傅子純、田羽安、林玟誼、白家綺                                                                                           |
| 2024年 | 5月14日 - 5月29日   | W劇場：因為你如此耀眼 | 24   | 范少勳、郭雪芙、鍾承翰、蔡黃汝、袁子芸                                                                                                   |
| 2024年 | 5月30日 - 6月14日   | W劇場：沒有你依然燦爛 | 24   | 簡嫚書、賴雅妍、孫可芳、林子閎、庹宗華、游安順、邱凱偉、鍾瑶、紀培慧、陳璽安                                                             |
| 2024年 | 6月17日 - 7月16日   | 初戀的情人            | 44   | 謝祖武、涂善妮、潘慧如、大元、劉書宏 |
| 2024年 | 8月19日 - 9月26日   | 我的婆婆怎麼那麼可愛2 | 30   | 鍾欣凌、黃姵嘉、張書偉、都拉斯、邱凱偉、王少偉、楊銘威、蘇晏霈、林筳諭、喬湲媛、子育                                                     |
| 2024年 | 11月4日 - 月日      | 阿榮與阿玉            | 60   | 柯叔元、韓瑜、林玟誼、張睿家、黃西田、王淑娟、伊正、鄭仲茵、小亮哥、民雄、謝其文、李亮瑾、吳心緹、張再興、劉紀範、黃新皓、柏妍樺、張絡扉 |

#### 週日偶像劇
| 年份   | 首播期間                | 劇名                 | 集數 | 演員                                                                                                   | 網站                        |
| 2020年 | 4月19日 - 6月21日       | 若是一個人           | 10   | 孫可芳、宋柏緯、子閎、陳璇、林鶴軒、朱主愛、章廣辰、王可元、陳亞蘭、謝瓊煖、龍劭華                     | 網站 （页面存档备份，存于） |
| 2020年 | 6月28日 - 8月30日       | 老姑婆的古董老菜單   | 10   | 李冠毅、嚴正嵐、吳秀珠、龍劭華、曾子益、黃聖雅、黃露瑤、易韋志                                         | 網站 （页面存档备份，存于） |
| 2020年 | 9月6日 - 2021年1月17日  | 我的婆婆怎麼那麼可愛 | 40   | 黃姵嘉、鍾欣凌、張書偉、許傑輝、邱凱偉、劉品言、王少偉、楊小黎、楊銘威、蘇晏霈                         | 網站 （页面存档备份，存于） |
| 2021年 | 1月24日 - 5月2日        | 未來媽媽             | 15   | 郭書瑤、禾浩辰、劉品言、夏騰宏、馬志翔、張寗、李至正                                                   | 網站 （页面存档备份，存于） |
| 2021年 | 5月9日 - 8月1日         | 她們創業的那些鳥事   | 26   | 陳意涵、林心如、邱澤、簡嫚書、宥勝、林哲熹、李立群、藍心湄                                             | 網站 （页面存档备份，存于） |
| 2021年 | 8月8日 - 10月10日       | 俗女養成記2          | 10   | 謝盈萱、吳以涵、楊麗音、夏靖庭、陳竹昇、琇琴、宋緯恩、藍葦華、陳家逵、楊銘威                           | 網站 （页面存档备份，存于） |
| 2021年 | 10月17日 - 2022年1月9日 | 無神之地不下雨       | 13   | 傅孟柏、曾之喬、顏毓麟、鄭元暢、柯佳嬿、柯淑勤、鍾欣凌、郭書瑤、嚴正嵐                                 | 網站 （页面存档备份，存于） |
| 2022年 | 2月20日 - 3月6日        | 麻醉風暴             | 6    | 黃健瑋、許瑋甯、吳慷仁、黃仲崑、謝盈萱                                                                 | 網站 （页面存档备份，存于） |
| 2022年 | 3月13日 - 5月8日        | 婚姻結業式           | 10   | 謝祖武、張本渝、夏如芝、尹昭德、郁芳、梁赫群、何如芸、馬力歐、陳慕義、謝雨芝、廖妹仔、蘇韋華           | 網站 （页面存档备份，存于） |
| 2022年 | 7月17日 - 9月11日       | 村裡來了個暴走女外科 | 10   | 蔡淑臻、朱軒洋、湯志偉、風田、杜姸、蘇瀅、許乃涵、張再興、張雅雯                                       | 網站 （页面存档备份，存于） |
| 2022年 | 9月18日 - 11月20日      | 神之鄉               | 10   | 王識賢、李玉璽、盧以恩、謝怡芬、周采詩、李李仁、項婕如、林暉閔、林玟誼、王彩樺、廖威廉、黃鐙輝、黃新皓 | 網站 （页面存档备份，存于） |
| 2023年 | 1月1日 - 3月5日         | 再見之後             | 10   | 黃姵嘉、楊子儀、張耀仁、米可白                                                                         | 網站 （页面存档备份，存于） |

#### 其他時段
| 年份   | 首播期間          | 劇名           | 集數 | 演員                                                   | 網站                        |
| 2021年 | 4月3日 - 5月29日  | 天橋上的魔術師 | 10   | 莊凱勛、孫淑媚、楊大正、朱軒洋                         | 網站 （页面存档备份，存于） |
| 2021年 | 6月5日 - 6月19日  | 大債時代       | 6    | 林柏宏、李霈瑜、潘麗麗、黃瀞怡、陳昊森、張書豪、游安順 | 網站 （页面存档备份，存于） |
| 2021年 | 10月9日 - 11月6日 | 火神的眼淚     | 10   | 溫昇豪、陳庭妮、林柏宏、劉冠廷                         | 網站 （页面存档备份，存于） |

## 外部連結
- 華視全球資訊網 （页面存档备份，存于）
- 華視全球資訊網 - 節目表 （页面存档备份，存于）
- 華視全球資訊網 - 戲劇節目 （页面存档备份，存于）
- 華視全球資訊網 - 歷史節目資料庫 （页面存档备份，存于）
- 華視娛樂show的Facebook專頁
- YouTube上的華視戲劇頻道